# Dwight Thomas
Pour les articles homonymes, voir Thomas.
Dwight Thomas (né le 23 septembre 1980 à Kingston) est un athlète jamaïcain spécialiste du 100 mètres et du 110 mètres haies. Il détient le record national du 110 m haies jusqu'en août 2012 date du nouveau record établi par Hansle Parchment.

## Carrière
Il fait ses débuts dans les épreuves de sprint court et se révèle dès la saison 1998 en se classant troisième du 100 mètres des Championnats du monde juniors d'Annecy. Il participe deux ans plus tard aux Jeux olympiques de Sydney où il s'incline en quart de finale du 200 mètres et termine au pied du podium de l'épreuve du relais 4 × 100 mètres. Éliminé au stade des demi-finales lors des Championnats du monde 2003 (4e de sa demi-finale et premier non-qualifié) et des Jeux olympiques de 2004, il se classe cinquième du 100 m lors des Championnats du monde 2005 d'Helsinki dans le temps de 10 s 09, derrière Justin Gatlin, Michael Frater, Kim Collins et Francis Obikwelu. Quelques jours plus tard, lors du meeting de Linz, le Jamaïcain porte son record personnel à 10 s 0 (+0,5 m/s). Il se classe troisième de la finale mondiale d'athlétisme disputée en fin de saison à Monaco. 

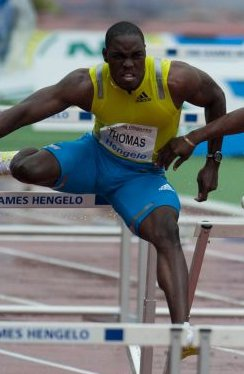
Dwight Thomas en 2010 lors du meeting des FBK Games

Dwight Thomas se tourne vers les courses de haies à partir de la saison 2009. Il se classe septième du 110 mètres haies lors des Championnats du monde de Berlin (13 s 56), et porte quelques jours plus tard au meeting de Zurich son record personnel sur la distance à 13 s 16. L'année suivante, le Jamaïcain se classe deuxième du classement général de la Ligue de diamant 2010 derrière l'Américain David Oliver.
En juin 2011, lors des Bislett Games d'Oslo, Dwight Thomas établit un nouveau record de Jamaïque du 110 m haies en 13 s 15, se classant deuxième de la course derrière l'Américain Aries Merritt.

## Palmarès
| Date | Compétition                    | Lieu             | Résultat | Épreuve     |
| ---- | ------------------------------ | ---------------- | -------- | ----------- |
| 1998 | Championnats du monde juniors  | Annecy           | 3e       | 100 m       |
| 1999 | Jeux panaméricains             | Winnipeg         | 3e       | 4 × 100 m   |
| 2000 | Jeux olympiques                | Sydney           | 4e       | 4 × 100 m   |
| 2002 | Jeux du Commonwealth           | Manchester       | 4e       | 100 m       |
| 2004 | Championnats du monde en salle | Budapest         | 8e       | 60 m haies  |
| 2005 | Championnats du monde          | Helsinki         | 5e       | 100 m       |
| 2005 | Finale mondiale                | Monaco           | 3e       | 100 m       |
| 2007 | Championnats du monde          | Osaka            | 2e       | 4 × 100 m   |
| 2008 | Jeux olympiques                | Pékin            | —        | 4 × 100 m   |
| 2009 | Championnats du monde          | Berlin           | 7e       | 110 m haies |
| 2009 | Championnats du monde          | Berlin           | 1er      | 4 × 100 m   |
| 2009 | Finale mondiale                | Thessalonique    | 3e       | 100 m haies |
| 2010 | Ligue de diamant               | Ligue de diamant | 2e       | 110 m haies |
| 2011 | Championnats du monde          | Daegu            | 8e       | 110 m haies |

## Records personnels
| Épreuve     | Temps   | Lieu                    | Date                            |
| ----------- | ------- | ----------------------- | ------------------------------- |
| 60 m        | 6 s 61  | Fayetteville Birmingham | 15 février 2003 20 février 2004 |
| 60 m haies  | 7 s 59  | Budapest                | 6 mars 2004                     |
| 100 m       | 10 s 00 | Linz                    | 23 août 2005                    |
| 110 m haies | 13 s 15 | Oslo                    | 9 juin 2011                     |
| 200 m       | 20 s 32 | Bydgoszcz               | 10 juin 2007                    |